# Алессандрія
Алессандрія (італ. Alessandria, п'єм. Lissandria) — місто та муніципалітет в Італії, у регіоні П'ємонт, столиця провінції Алессандрія.
Алессандрія знаходиться на річці Танаро на відстані близько 460 км на північний захід від Рима, 75 км на схід від Турина.
Населення — 93 963 особи (2014).
Щорічний фестиваль відбувається 10 листопада. Покровитель — Святий Бавдоліно.

## Економіка
Вузол залізничних та автомобільних шляхів. Металургія, металообробка, виробництво мотоциклів, велосипедів, хімічних добрив.

## Історія
Це місто було спішно збудовано з дерева та соломи в 1168 році Ломбардською лігою, щоб протистояти Фрідріху Барбароссі, і було названо Александрією на честь тодішнього папи Олександра III. Фредерік глузливо назвав його «Александрія де ла Пай», ім’я, яке закріпилося за ним.
У 1348 році Олександрія потрапила в руки Вісконті і разом з їхніми володіннями перейшла до Сфорца до 1707 року, коли вона була поступлена Йосипом I Савойї.
Він був приєднаний до Франції з 1796 по 1814 рік. 14 червня 1800 року село Спінетта-Маренго, розташоване в муніципалітеті Александрія, стало ареною битви при Маренго, де зіткнулися французькі та австрійські війська. Тоді Олександрія стала столицею департаменту Маренго.
З 1814 року Олександрія знову була савойською територією, невід'ємною частиною Сардинського королівства.
У роки Рісорджіменто Олександрія була активним центром лібералів.
Александрія була першою столицею італійської провінції, яку 25 липня 1899 року очолив соціаліст: годинникар Паоло Сакко.
Олександрія була тактичною військовою мішенню під час Другої світової війни і піддавалася важким бомбардуванням союзників, найсерйознішими були рейди 30 квітня 1944 року, коли загинуло 238 осіб і сотні поранених, і 5 квітня 1945 року, коли загинуло 160 осіб, у тому числі 60 дітей з дитячого притулку на вулиці Ґальяудо. Наприкінці місяця місто було звільнено від німецької окупації (1943-1945) партизанським опором і військами Бразильського експедиційного корпусу.
6 листопада 1994 року Танаро затопило значну частину міста, завдавши значної шкоди, особливо в районі Орті.

## Демографія
Населення за роками:

Станом на 1 січня 2023 року в муніципалітеті офіційно проживало 14 565 іноземців з 109 країн, серед них 3756 громадян країн Євросоюзу та 467 громадян України.

## Уродженці
- Сібілла Алерамо (1876—1960) — італійська письменниця-комуністка.
- Адольфо Балонч'єрі (1897 — 1986) — відомий у минулому італійський футболіст, півзахисник,
- Джузеппе Гандіні (1900 — 1989) — італійський футболіст, півзахисник, нападник. згодом — футбольний тренер.
- Ренато Каттанео (1903 — 1974) — італійський футболіст, нападник, згодом — футбольний тренер
- Умберто Еко (1932—2016) — італійський письменник, філософ, лінгвіст, літературний критик, спеціаліст із семіотики і медієвіст
- Джанні Рівера (* 1943) — відомий у минулому італійський футболіст, півзахисник. Найкращий футболіст Європи 1969 року.
- Енцо Роботті (* 1935) — відомий у минулому італійський футболіст, захисник, згодом — футбольний тренер.
- Даніеле Віотті (* 1974) — італійський активіст ЛГБТ-спільноти і політик.

## Сусідні муніципалітети
- Боско-Маренго
- Кастеллаццо-Борміда
- Кастеллетто-Монферрато
- Фругароло
- Монтекастелло
- Овільйо
- Печетто-ді-Валенца
- П'єтра-Марацці
- Пйовера
- Куарньєнто
- Сале
- Сан-Сальваторе-Монферрато
- Солеро
- Тортона
- Валенца